# کلیسای هاکوپ مقدس، اورشلیم
کلیسای هاکوپ مقدس ( به ارمنی : Սրբոց Յակոբեանց Վանք Հայոց) که در سدهٔ دوازدهم میلادی در نزدیکی ورودی منطقه ارمنی نشین اورشلیم در اورشلیم ساخته شد. این کلیسا به دو بخش تقسیم می‌شود: بخش بزرگ‌تر آن به نام یعقوب یکی از حواریون عیسی است و بخش کوچکتر آن ،یعقوب البار نامیده می‌شود.

## نگارخانه

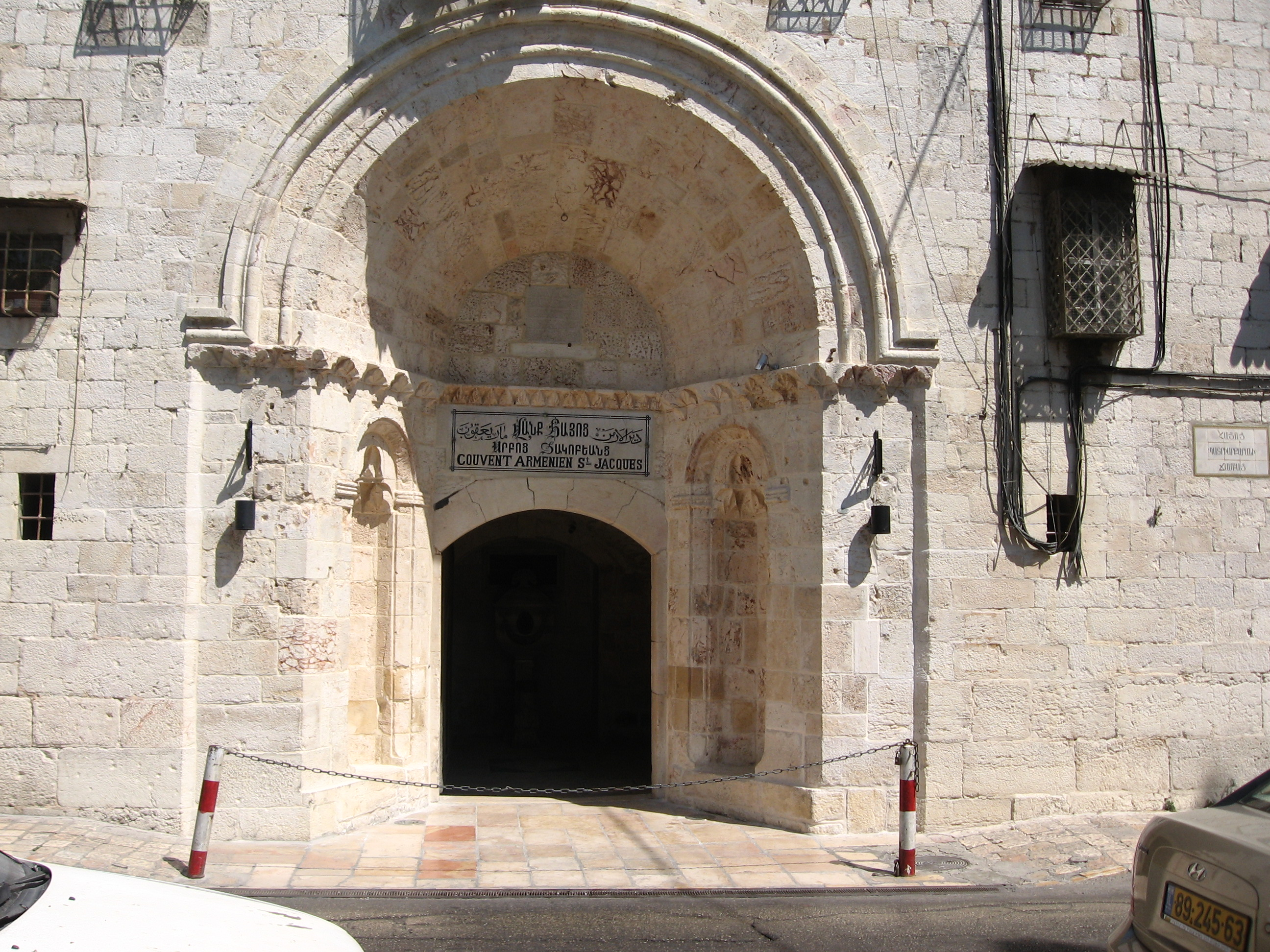
دروازه ورودی محله ارمنی نشین اورشلیم
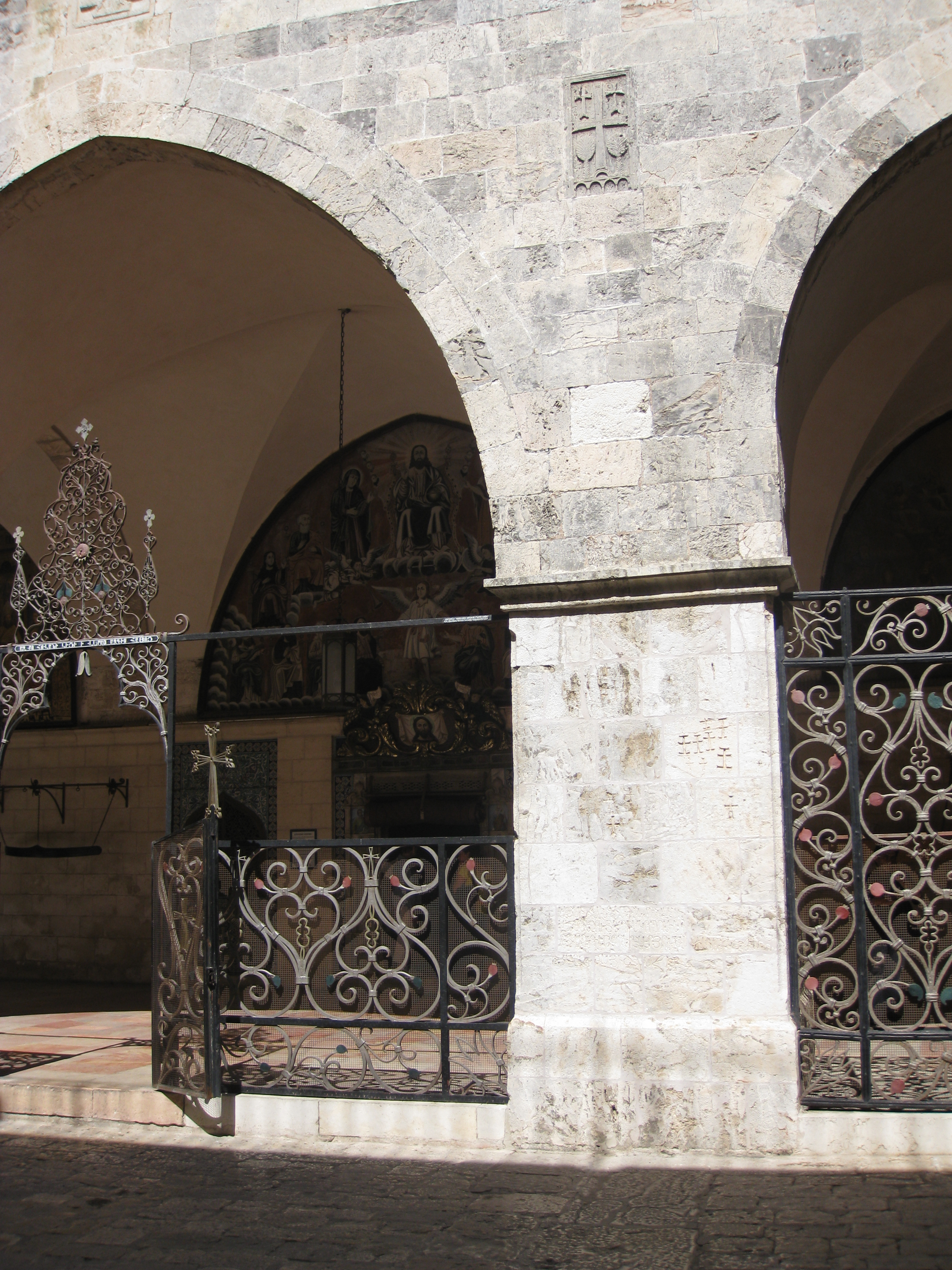
ورودی کلیسا
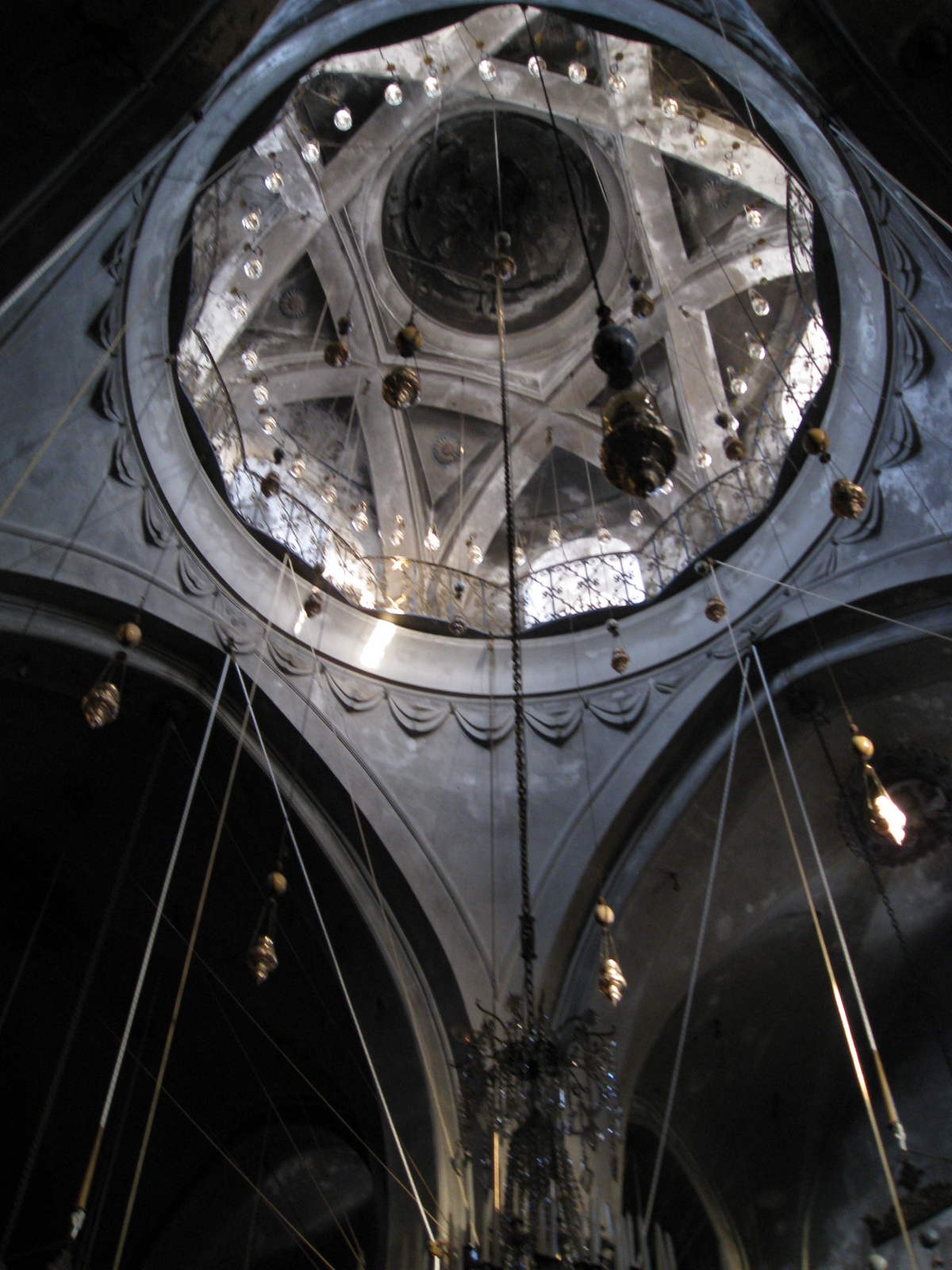
نمای درونی کلیسا
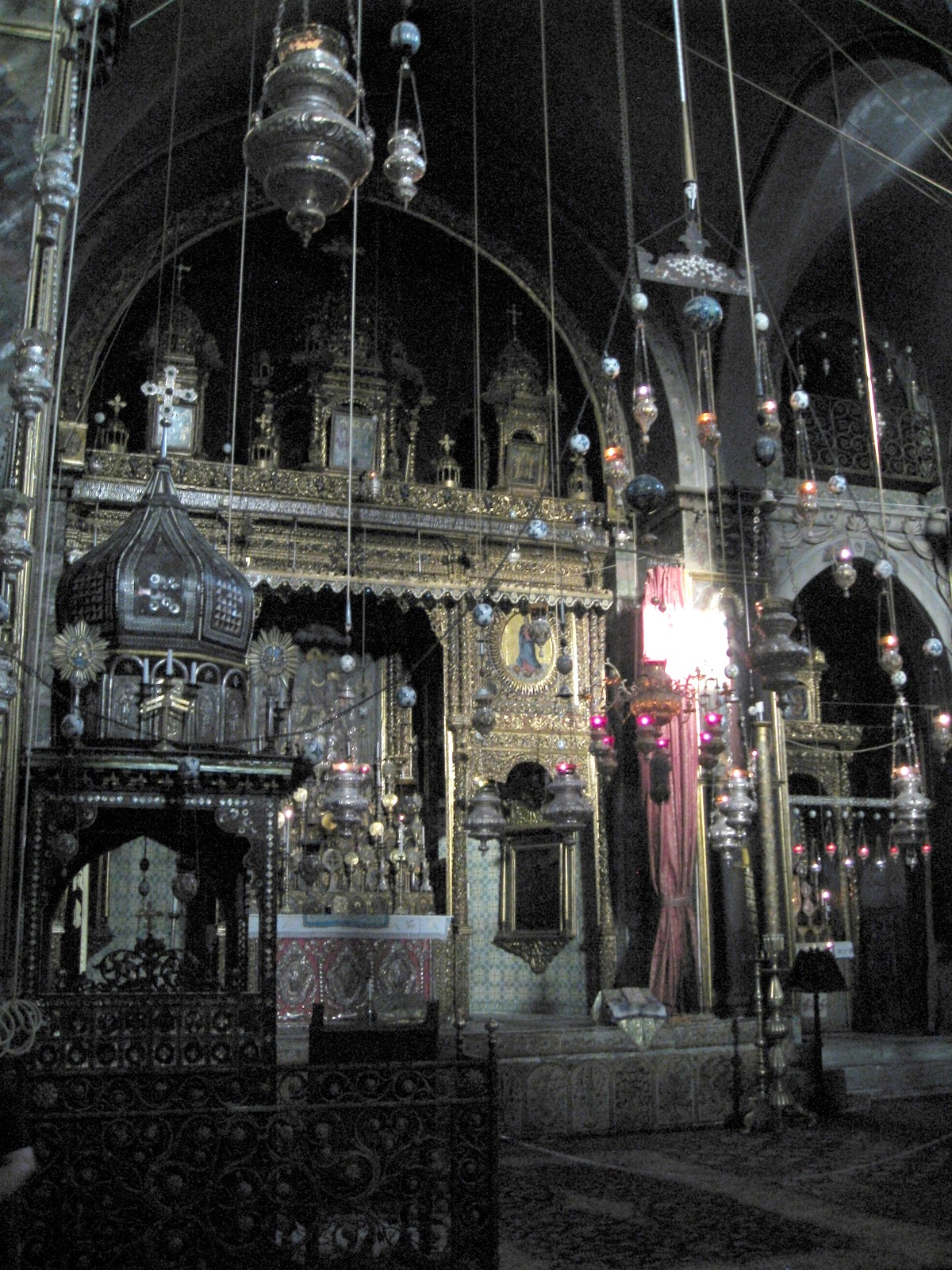
نمایی دیگر از درون کلیسای هاکوپ مقدس